# V Factory
V Factory é uma boy band americana de música pop americana, produzida pelo cantor e produtor Tommy Page. Seus membros "Jared Murillo" e "Wesley Quinn" tornaram-se conhecidos como dançarinos da cantora Ashley Tisdale.

## Membros
- Asher Book - 18 de setembro de 1988
- Jared Murillo - 6 de agosto de 1988
- Nathaniel Flatt - 18 de setembro de 1981
- Nick Teti - 22 de julho de 1983
- Wesley Quinn - 16 de janeiro de 1990

## Discografia
| - These Are the Days (2008) | - Love Struck (2009) - Get Up (Featuring Naturi Naughton) (2009) |

| - Get Up (2nd Single) - Lights Camera Action - Fade - Dem Hot Gurlz - In It for the Love - Remember - Supermodel - Doin' It Too - Beautiful Girl - History - Pump It | - Round & Round - She Bad (featuring E-40) - These Are the Days |

1. ↑  http://itunes.apple.com/WebObjects/MZStore.woa/wa/viewAlbum?id=278762948&s=143441
2. ↑  «Cópia arquivada». Consultado em 19 de agosto de 2012. Arquivado do original em 30 de março de 2009